# Serpent (Musikinstrument)

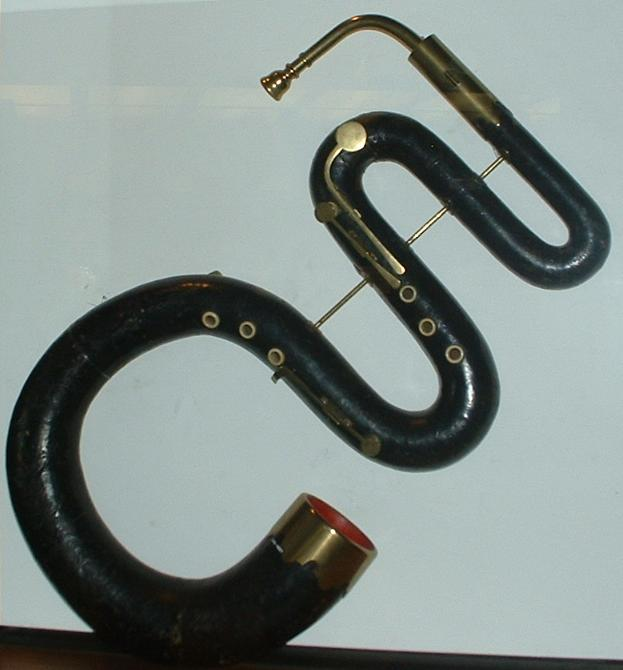
Serpent aus dem 19. Jahrhundert

Der Serpent (auch das Serpent, von lateinisch serpens, „Schlange“) ist ein historisches Blechblasinstrument. Es handelt sich um das Bass-Instrument der Zinken-Familie, das demgemäß mit einem Kesselmundstück geblasen wird.

## Bauform
Die rund zwei Meter lange Röhre des Serpents besteht aus Hartholz (meist Nussbaum) und ist schlangenförmig gewunden. Wie beim krummen Zinken wird sie aus zwei Hälften zusammengeleimt und mit schwarzem Leder oder Pergament überzogen. Die Bohrung ist stärker konisch als beim Zinken. Der Serpent hatte ursprünglich sechs Fingerlöcher, aber kein Daumenloch, dazu kamen im 19. Jahrhundert bis zu acht weitere Löcher, die mit Klappen bedient wurden. Um die Mitte des 19. Jahrhunderts ersetzte man die sechs Fingerlöcher ebenfalls durch Klappen. Es wurden auch höhere Stimmungen bis zum Sopran-Serpent hergestellt. Das Kesselmundstück wurde bei frühen Instrumenten aus Elfenbein oder Horn, später aus Metall gefertigt.
Es gab eine (französische) Kirchen- und später eine (englische) Militär-Bauart, die sich durch kompaktere Bauweise und Metallteile auszeichnete. Intonation und Stabilität der Töne erfordern große Geschicklichkeit.

## Geschichte

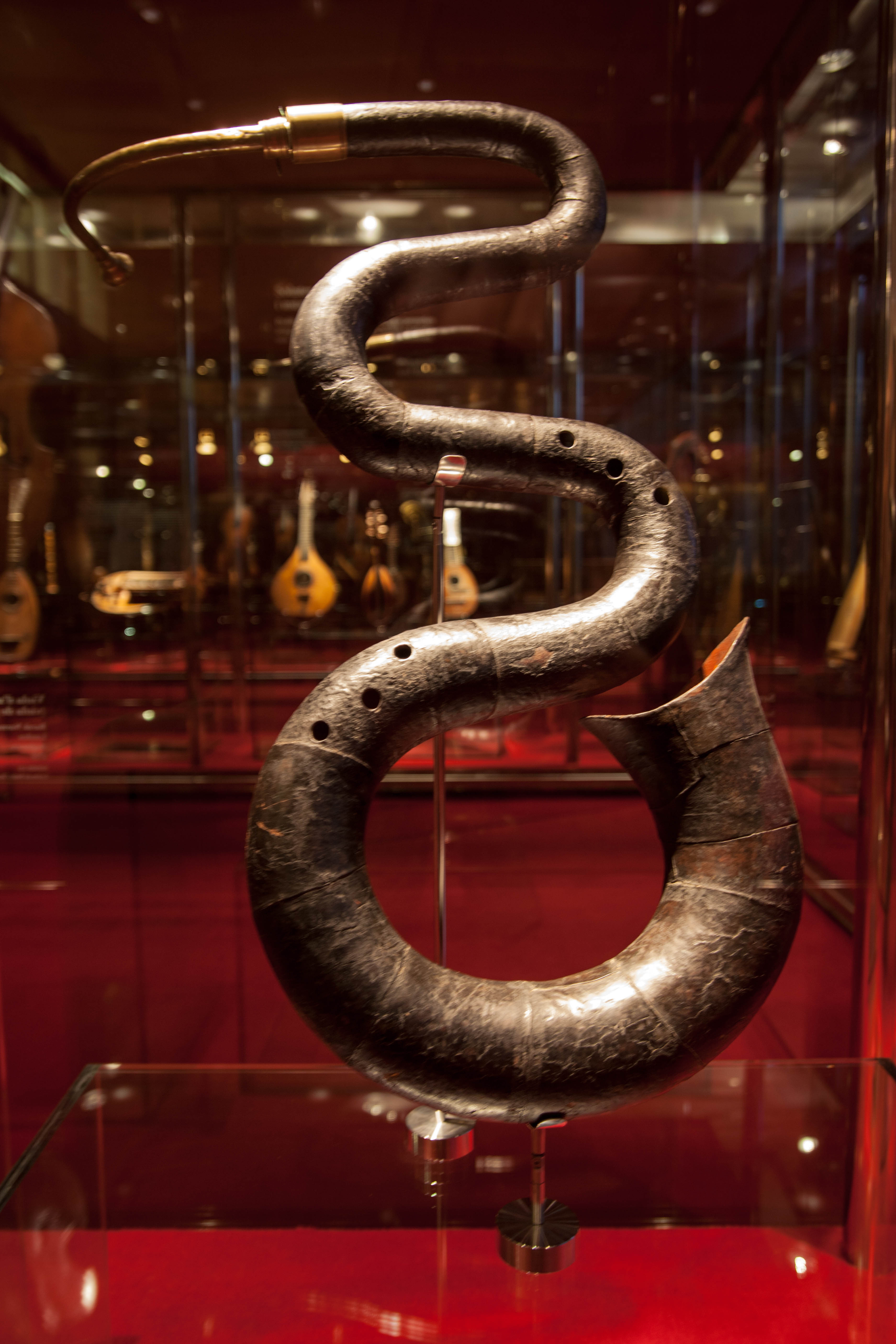
Serpent im Musikmuseum in Barcelona

Der Überlieferung nach wurde der Serpent 1590 von einem Kanonikus Guillaume in Auxerre erfunden. Nach den Vorstellungen des 16. Jahrhunderts kam der Klang der Zinken der menschlichen Stimme besonders nahe, und der Gebrauch des Serpents als Begleitinstrument für Chormusik war ein letzter Traditionsrest, der sich bis ins 19. Jahrhundert hielt.
Der Serpent blieb lange Zeit das einzige Bassinstrument mit genügender Lautstärke für größere Ensembles und Räume oder für Freilichtaufführungen. Durch die starke Veränderung des Gesangsideals im 18. Jahrhundert schien er nicht mehr zur menschlichen Stimme zu passen. Hector Berlioz meinte im Traité d'instrumentation (1844), dass sich „sein kaltes, abscheuliches Geheul“ bestenfalls für das Dies irae der Totenmesse eigne. Dennoch wurde der Serpent als letztes Instrument der Zinkenfamilie noch in der katholischen Kirchenmusik und in Orchestern vor allem der französischen und englischen Militärmusik bis Mitte des 19. Jahrhunderts gebraucht.
Wenn in Orchesterpartituren des 19. Jahrhunderts (so 1842 in Richard Wagners Rienzi) die Bezeichnung „Serpent“ als Bass der Blechblasinstrumente auftaucht, ist oft das modernere Basshorn gemeint. Es wurde später durch die Ophikleide und die Tuba ersetzt. In der Volksmusik hielt sich der Serpent an einigen Orten bis ins 20. Jahrhundert.

## Moderne Verwendung

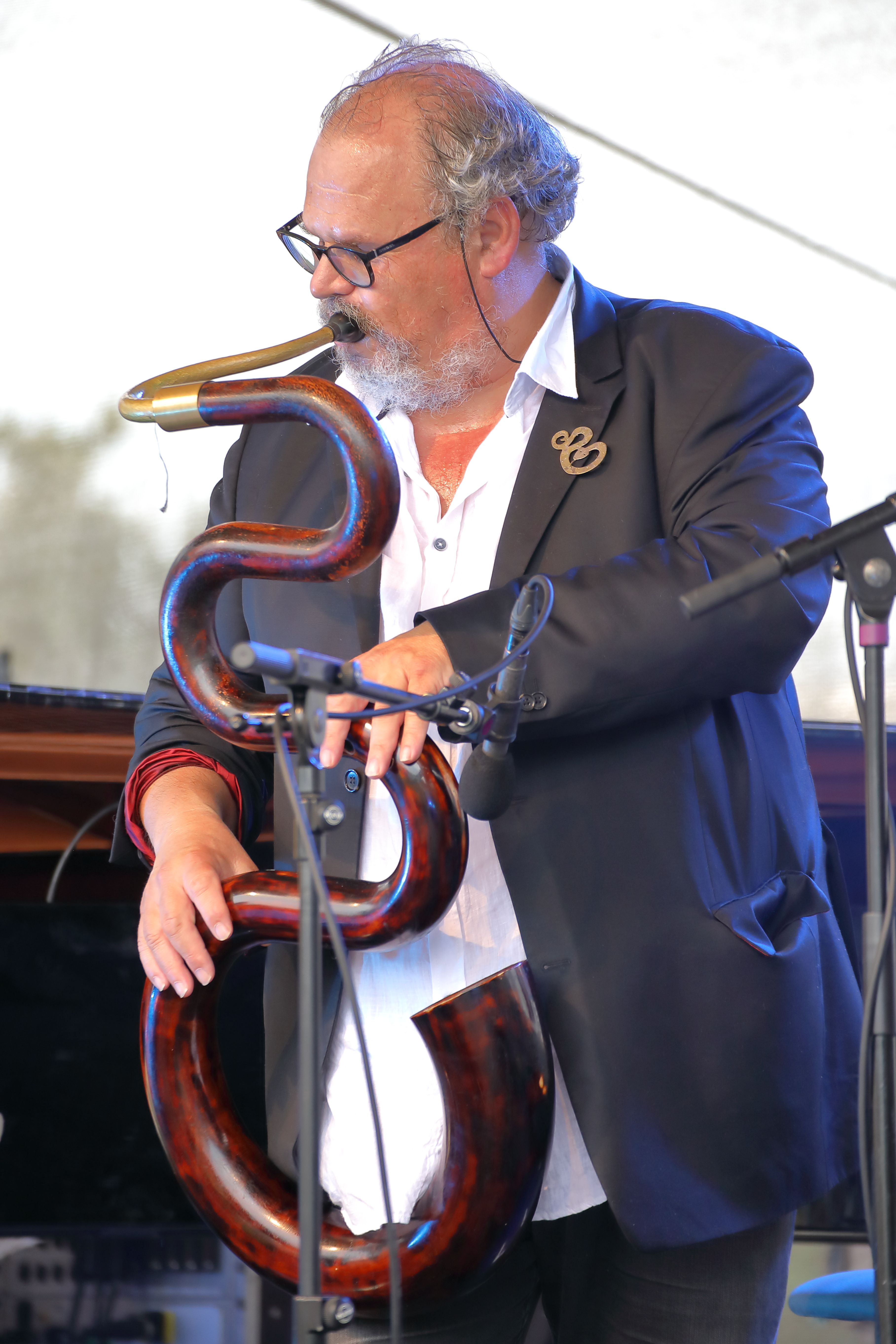
Michel Godard spielt Serpent

Der Filmkomponist Bernard Herrmann verwendete den Serpent für den Soundtrack von Die Reise zum Mittelpunkt der Erde, Jerry Goldsmith gebrauchte ihn für Tora! Tora! Tora! (1970). Ende des 20. Jahrhunderts wurde der Serpent von Michel Godard für den Jazz entdeckt. Luigi Morleo komponierte 2012 das Konzert Diversità: NO LIMIT für Serpent und Streichorchester.
Der Serpent wird auch als historisches Bassinstrument im Orchester eingesetzt.

## Sonstiges
- Bei der Orgel heißt eine Zungenstimme Serpent, die meistens als 16′-Stimme im Pedal disponiert ist.
- In älteren Partituren findet sich das Dal-Segno-Zeichen oft noch als Serpent dargestellt. Es heißt dort auch so.